# Lars Johan Lehming
Lars Johan Wilhelm Lehming, född 22 januari 1871 i Lund, död 22 november 1940 i Stockholm, var en svensk arkitekt.

## Liv och verk
Lehming studerade i Stockholm vid Kungliga tekniska högskolan 1892–1896 och vid Kungliga Akademien för de fria konsterna 1896–1899. Efter studierna verkade han i samma stad fram till sin död. Han var chefsarkitekt vid Arméns kasernbyggnadsnämnd 1910–1914 och offentlig sakkunnig att biträda försvarsberedningen vid behandling av kasernbyggnadsfrågor 1913–1914.
Han utformade 1906–1907 de sju så kallade Professorsvillorna på Experimentalfältet åt Lantbruksakademien. Idag återstår bara Villa Bellona. Därtill ritade han ett flertal villor i Djursholm, Saltsjöbaden och Lidingö. I Saltsjöbaden står exempelvis Villa Klippan (Svartviksringen 9) som han ritade 1902 för grosshandlaren W. Bäckström. Villan är ett stort vitputsat hus i jugendbarock med brutet, valmat tak som är täckt med kopparplåt. Infart till tomten flankeras av två grindstugor.
I Stockholm har han även ritat hyreshuset vid Torsgatan 75 (1926) och Telegrafverkets automattelefonstation vid Karlaplan 2. Han hade även en stor verksamhet i landsorten och ritade skolor i bland annat Strängnäs och bostadshusen på Kungsgatan 7 (1908) och Skjutsaregatan 17 (1910) i Nyköping. Han står bakom arbetarbostäder vid Kohlswa Jernverks AB (1916) och utformade även en stadsplan för Skogslunds villasamhälle vid Surahammar. Lehming står även bakom de nya huvudbyggnaderna vid godsen Virsbo i Västmanland (1915) och Toppeladugård i Skåne (1918). Han ritade även Strängnäs högre allmänna läroverk (1935).
Han har formgivit möbler och ritade fredsmonumentet vid svensk-norska gränsen vid Eda glasbruk (1914). Det senare skall ha lett till att han avskedades från sin tjänst hos försvarsmakten.

## Bilder av några verk

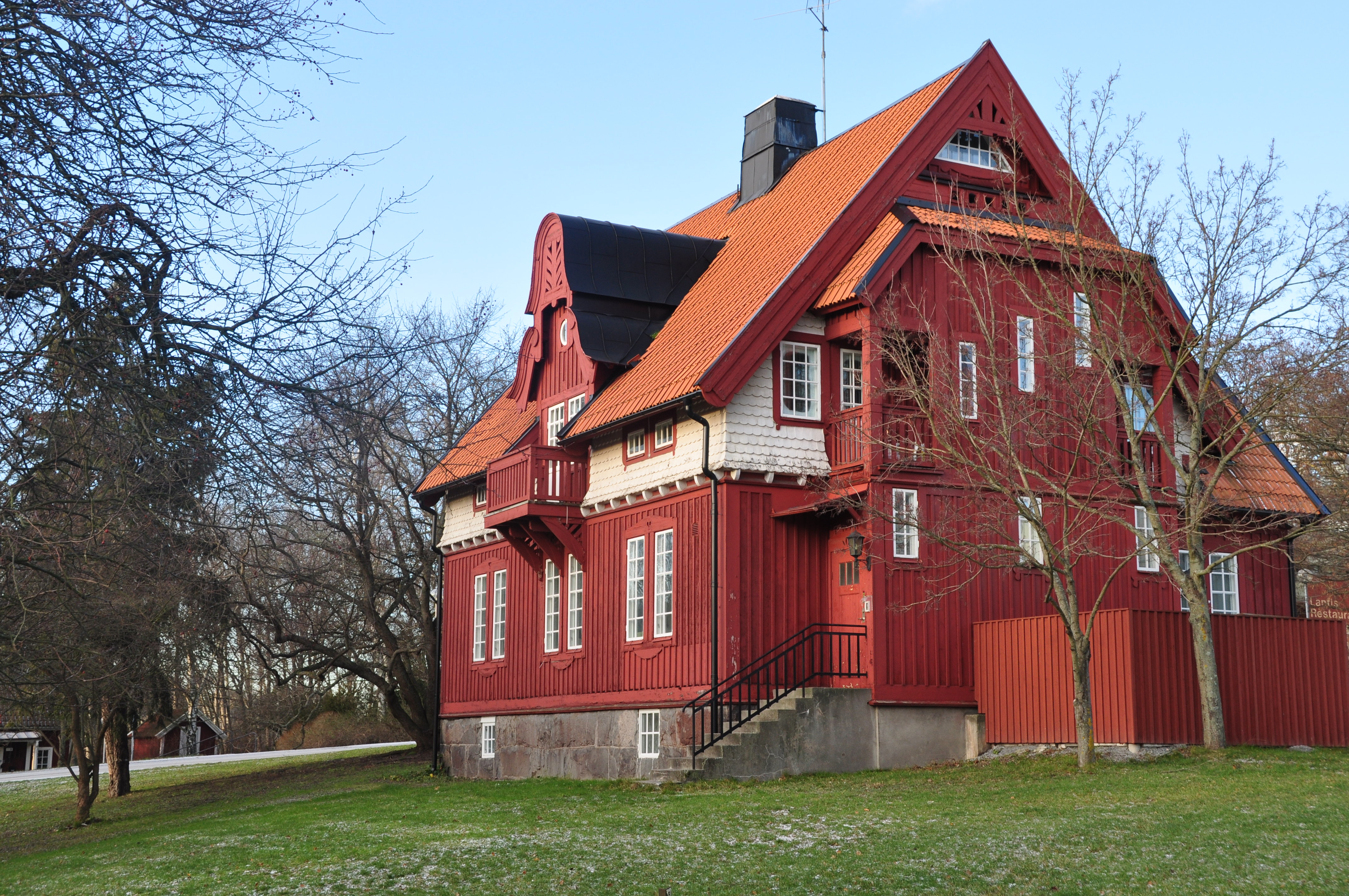
Villa Bellona
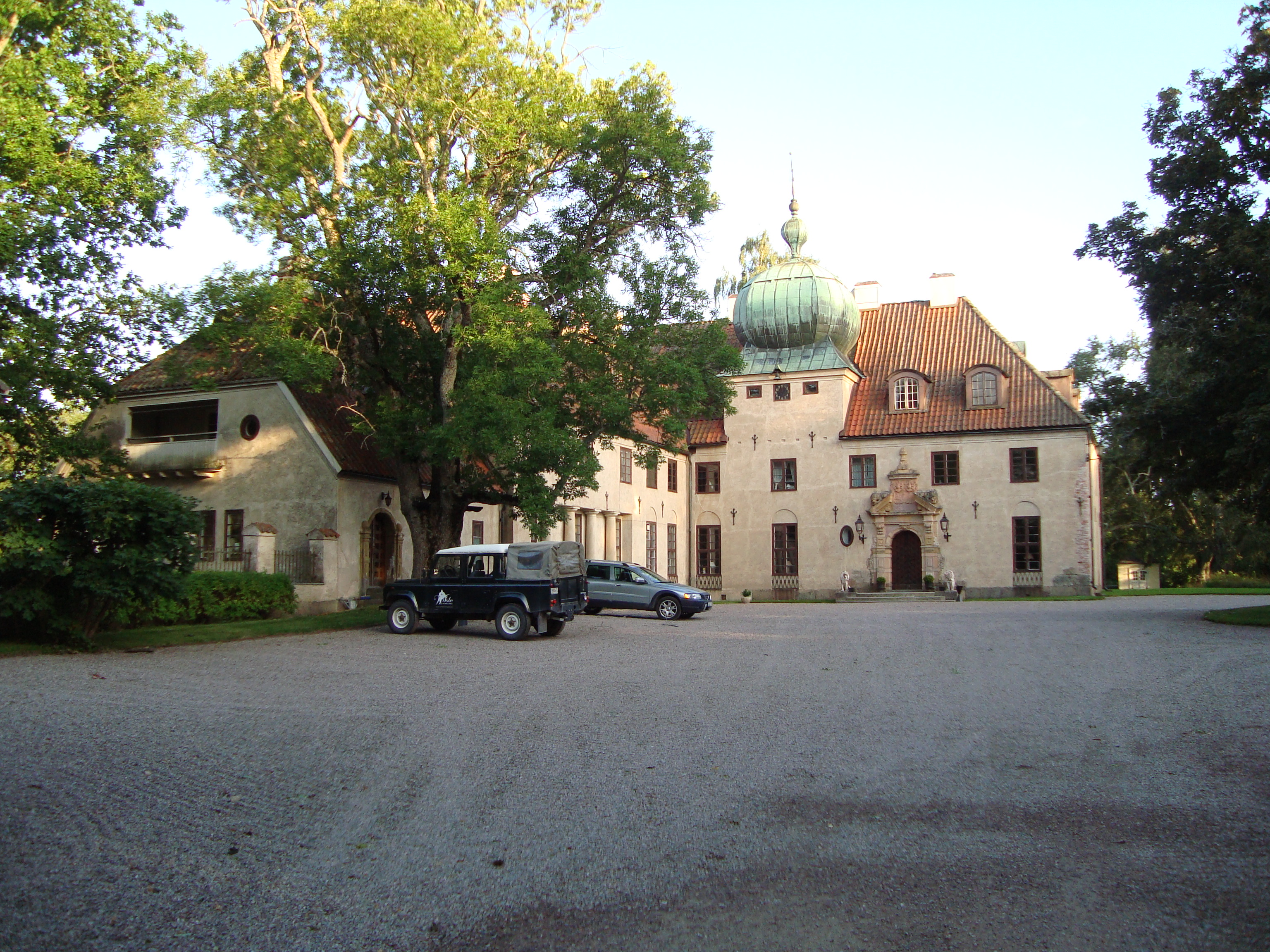
Virsbo herrgård
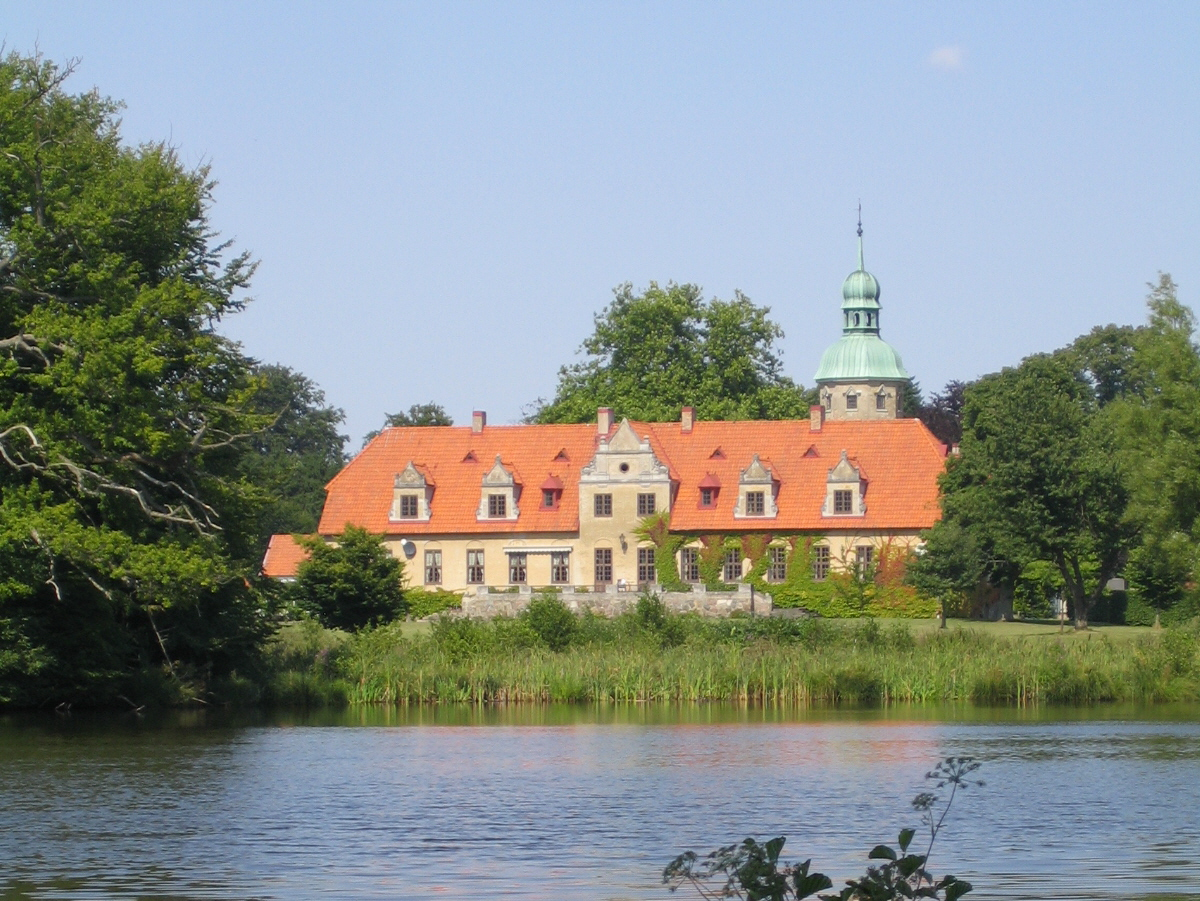
Toppeladugård
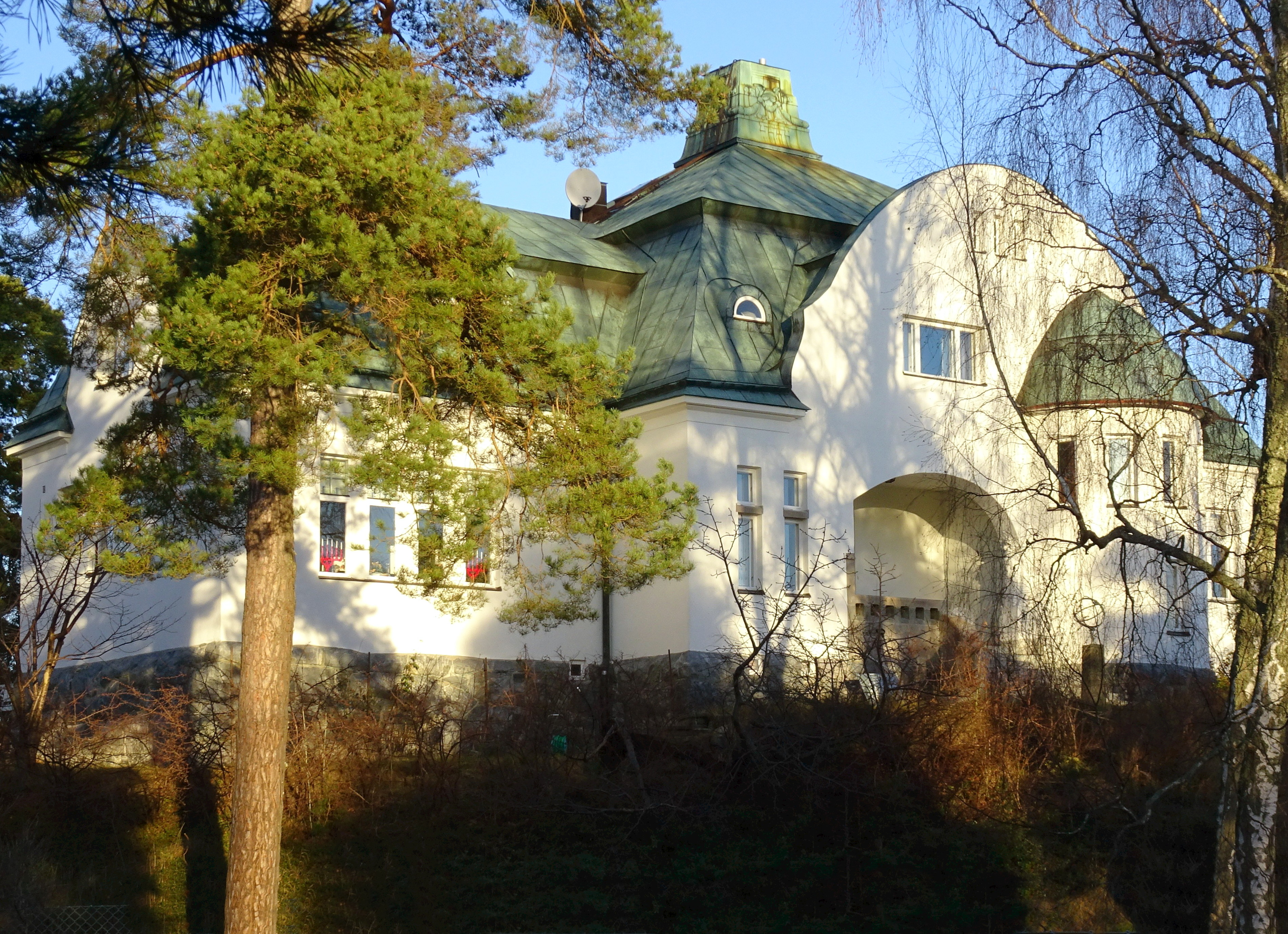
Villa Klippan
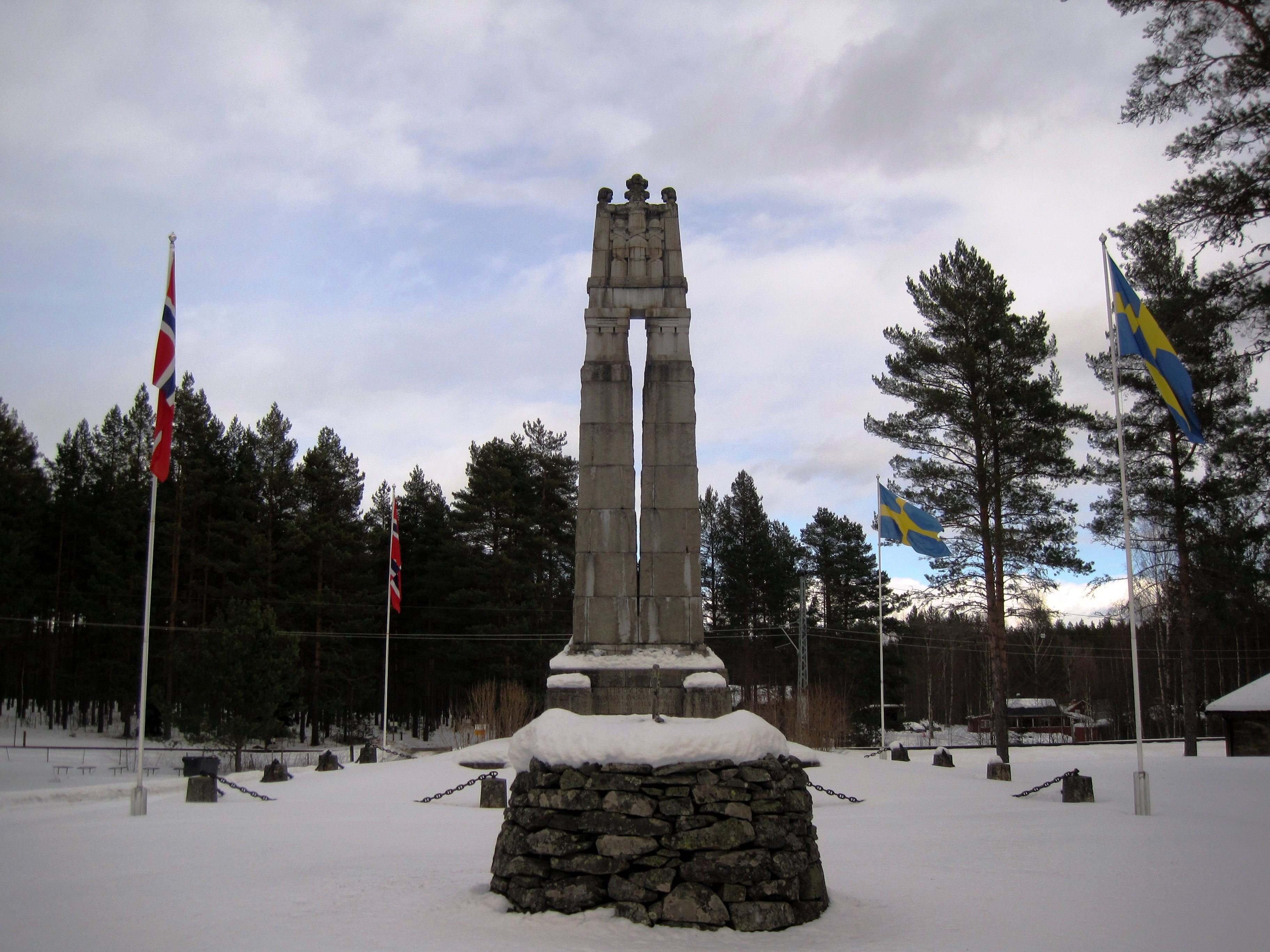
Fredsmonumentet i Eda
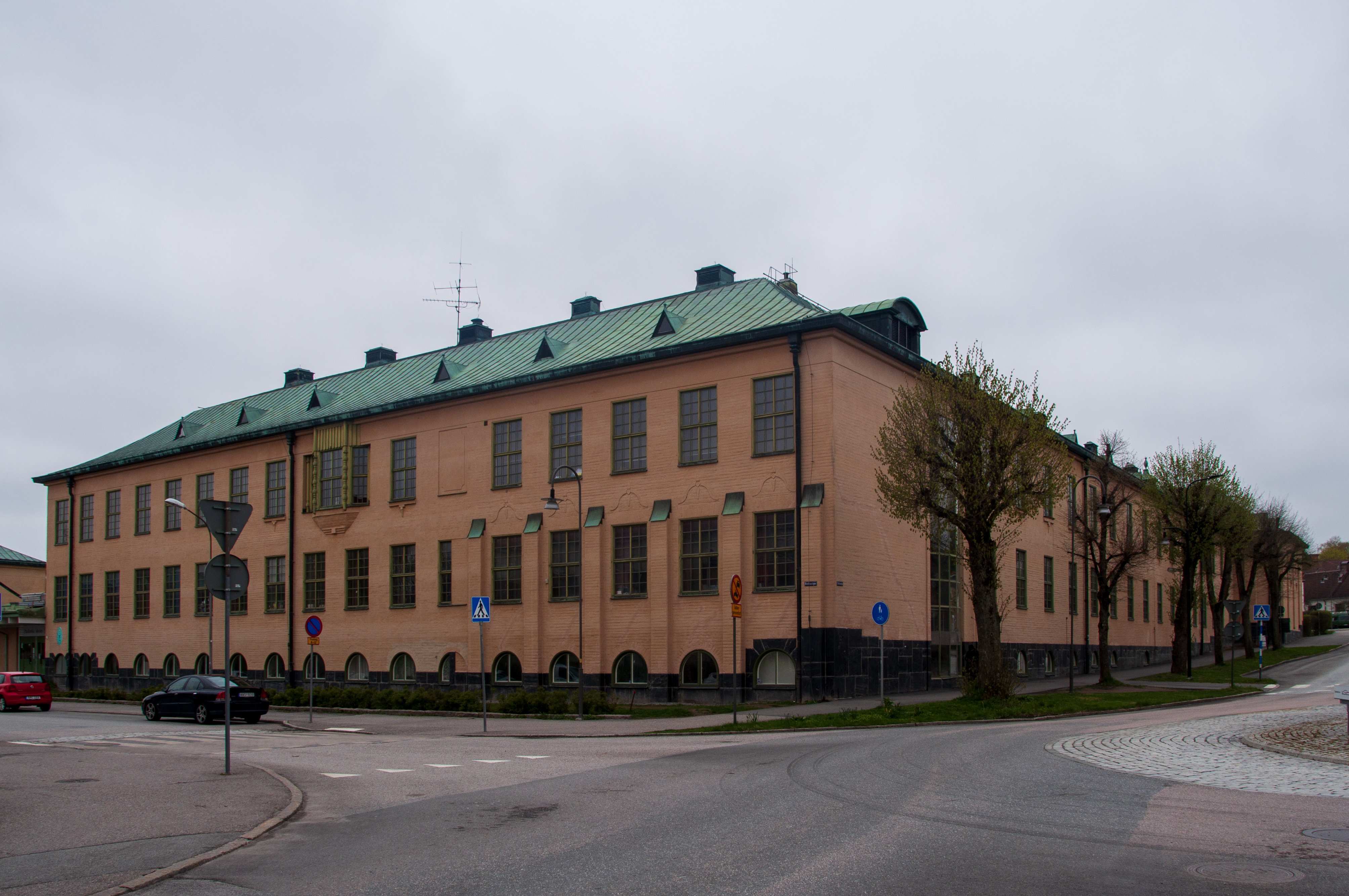
Läroverket i Strängnäs